# Långholm, Houtskär
Långholm med Tärnkare och Frostören är en ö i Finland. Den ligger i Skärgårdshavet och i kommunen Pargas i landskapet Egentliga Finland, i den sydvästra delen av landet. Ön ligger omkring 56 kilometer väster om Åbo och omkring 200 kilometer väster om Helsingfors.
Öns area är 46,3 hektar och dess största längd är 1,5 kilometer i nord-sydlig riktning.